# 小行星19467
小行星19467（19467 Amandanagy）是一颗绕太阳运转的小行星，为主小行星带小行星。该小行星于1998年4月20日发现。

## 轨道参数
小行星19467的轨道半长轴为2.7297431 UA，离心率为0.014。